# Jack Elton Bresenham
Jack Elton Bresenham (nascido em 1937) foi um professor de ciência da computação.